# Georges Aperghis

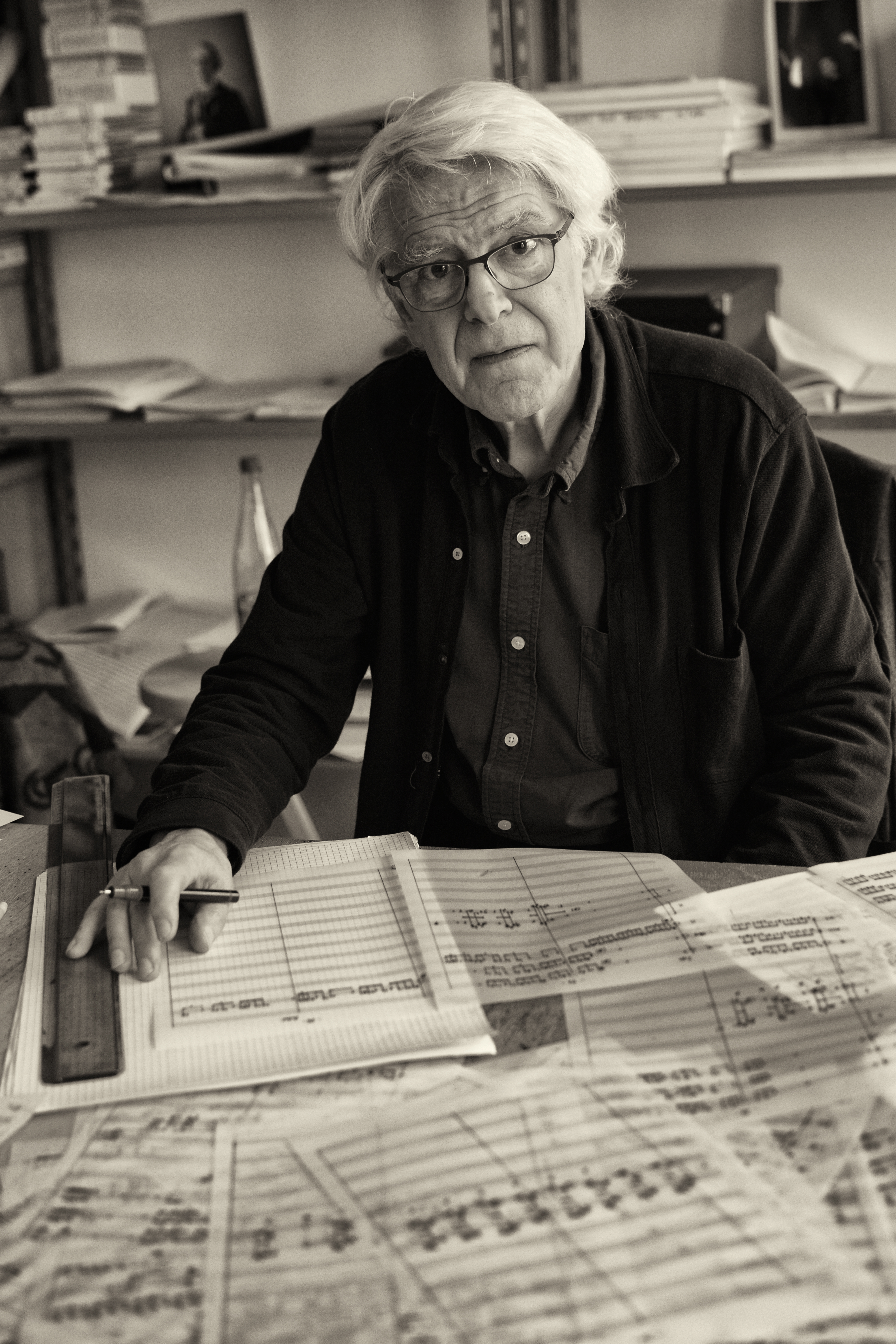

Georges Aperghis (Atenas, 23 de diciembre de 1945) es un compositor griego de música contemporánea.

## Biografía
Georges Aperghis nació en 1945 en Atenas, en una familia de artistas, siendo su padre escultor y su madre pintora.
Se instaló en París en 1963 y se inició en el serialismo del Domaine Musical, en la música concreta de Pierre Schaeffer y Pierre Henry en las investigaciones de Iannis Xenakis (en las que se inspiró en sus primeros trabajos). Hacia 1970, decidió profundizar en un lenguaje más libre y comienza sus búsquedas y exploraciones sobre el sonido de la voz de una manera muy original.
Interesado en particular por el teatro musical (su primera obra, La tragique histoire du nécromancien Hiéronimo et de son miroir (La trágica historia de necromanta Hiéronimo y su espejo) data de 1971); obras como De la nature de l'eau (De la naturaleza del agua), Jacque le fataliste o Histoire de loups (Historia de lobos) «han acumulado escollos y dobles sentidos, y organizan maliciosamente laberintos de discurso superpuestos y acciones simultáneas, a fin de cazar la evidencia racional, de confundir los códigos o desviar la atención».
Desde 1976, fundó con su esposa, la actriz Edith Scob, el ATEM (Atelier de théâtre et musique, Taller de teatro y música) de Bagnolet, dedicado al teatro musical donde Aperghis renovó por completo su práctica de compositor: hizo llamar a músicos que también debían de ser actores, incorporando en sus obras todos los ingredientes vocales, instrumentales, gestuales, escénicos, tratándolos de la misma manera.
Asimismo, compuso piezas para instrumentos solistas, obras de música de cámara, vocal, orquesta y ópera.
Es sin embargo en la ópera donde logró la síntesis de su trabajo: en ella el texto es el elemento unificador y determinante, la voz, el principio vector de la expresión. Ha compuesto siete óperas. Su obra es resumida por el propio Aperghis de este modo: «faire musique de tout» («hacer música de todo»).
Escribió, entre otras, Récitations 1978 (para Martine Viard) y Machinations 2000, considerada por la SACEM mejor creación del año. Estas obras vocales, muy emblemáticas de su manera de componer, se basan principalmente en una combinatoria virtuosa de fonemas. La escritura se caracteriza por una gran velocidad, repeticiones y acumulaciones, una alta presión rítmica. Buscan la participación creativa del intérprete y necesitan una gran versatilidad de los modos vocales. Una lengua imaginaria se inventa en ellas, ambigua y, a menudo divertida, que evoca un origen del lenguaje, una especie de furia enunciativa anterior al sentido.
Fue compositor residente en Estrasburgo.
Aperghis obtuvo el Premio Fundación BBVA Fronteras del Conocimiento 2015 en Música Contemporánea por reinventar e innovar el teatro musical.

## Anexo: Catálogo de obras
Las obras con (*) han sido retiradas del catálogo por el propio autor. Muchas de sus partituras se pueden descargar desde su página web (ver enlaces externos).
| Año       | Opus      | Obra | Tipo de obra                     | Duración |
| --------- | --------- | --- | -------------------------------- | -------- |
| 1967      | Opus 001  | Antistixis, para 12 cuerdas. | Música instrumental (conjunto)   |          |
| 1967      | Opus 003  | Le fil d'Ariane, para ondas Martenot y tape. | Música electrónica               |          |
| 1968      | Opus 004  | Bis, para 2 orquestas. | Música orquestal                 |          |
| 1969      | Opus 007  | Symplexis, para 22 solistas de jazz y orquesta. | Música orquestal                 |          |
| 1970      |           | Piéce pour deux violoncelles, para 2 violonchelos. | Música solista (violonchelo)     | 12:00    |
| 1970      | Opus 006  | Simata, para piano o clavecín preparado. | Música solista (piano)           | 16:00    |
| 1970      | Opus 008  | Musical Box, para clavecín. | Música solista (clavecín)        | 10:00    |
| 1970      | Opus 010  | Kryptogramma, para seis percusionistas. | Música instrumental (percusión)  | 21:00    |
| 1971      | Opus 013  | La Tragique Histoire du nécromancien Hiéronimo et de son miroir (para dos voces de mujer: cantada y hablada), un luth y un violonchelo. | Música escénica (música teatral) | 30:00    |
| 1971      | Opus 012  | Puzzles, para 12 instrumentistas. | Música instrumental (conjunto)   | 16:00    |
| 1971      |           | Von Zeit zu Zeit, para 16 instrumentistas. | Música instrumental (conjunto)   | 20:00    |
| 1971      | Opus 017  | Vesper, Oratorio de George Frederik Händel, para 7 voces. | Música vocal (oratorio)          | 30:00    |
| 1971      |           | Oraison funèbre (*), teatro musical para cantantes, actores y conjunto. | Música escénica (música teatral) | 30:00    |
| 1971/72   | Opus 018  | Concerto grosso, para 3 cantantes, actriz, 19 instrumentistas y banda magnética. | Música vocal                     | 50:00    |
| 1972      |           | Ascoltare stanca, para 18 instrumentistas. | Música orquestal (cámara)        | 10:00    |
| 1972      | Opus 016  | Die Wände haben Ohren, para orquesta. | Música orquestal                 | 16:00    |
| 1972      |           | Hommage à Jules Verne, para orquesta de cámara. | Música orquestal (cámara)        | 15:00    |
| 1973      |           | Variations pour quatorze instruments. | Música instrumental (conjunto)   | 14:00    |
| 1973      | Opus 022  | Pandoemonium, ópera según un libreto de Georges Aperghis. | Música escénica (ópera)          | 95:00    |
| 1973      | Opus 020  | B.W.V, para 6 cantantes y 21 instrumentistas. | Música vocal                     | 17:00    |
| 1974      |           | Parcours, para conjunto. | Música instrumental (conjunto)   |          |
| 1974      | Opus 026  | Jacques le Fataliste, ópera en 3 actos según un libreto de Henri Mary sobre Diderot. | Música escénica (ópera)          | 130:00   |
| 1974      |           | Sports et rebondissements (*), para 6 cantantes, actores, conjunto instrumental y banda magnética. | Música escénica (música teatral) | 25:00    |
| 1974      | Opus 023  | De la Nature de l'eau, para seis cantantes, dos comédiens, percusión y piano. | Música escénica (música teatral) | 17:00    |
| 1975      | Opus 030  | Quatuor (*), para violín, viola, violonchelo, voz de bajo o coro. | Música vocal                     | 12:00    |
| 1975      | Opus 027  | Il gigante golia, para voz y orquesta (rev. 1990) | Música vocal                     | 10:00    |
| 1975      | Opus 028  | Les Lauriers sont coupés, para voz y quinteto. | Música vocal                     | 20:00    |
| 1975      |           | Mouvement pour quintette. | Música instrumental (quinteto)   | 13:00    |
| 1975      |           | Récitatif de concours, para cinco ejecutantes con voz. | Música vocal                     | 09:00    |
| 1975      |           | Phèdre, música incidental. | Música incidental                |          |
| 1976      |           | Études d'harmoniques, para trío de cuerdas (pieza pedagógica). | Música instrumental (trío)       | 04:00    |
| 1976      | Opus 035  | Histoire de loups, ópera según un libreto de Marie-Noëlle Rio sobre Sigmund Freud. | Música escénica (ópera)          | 135:00   |
| 1976      | Opus 032  | La Bouteille à la mer, para soprano, 6 actores y 4 instrumentistas. | Música escénica (música teatral) | 100:00   |
| 1977      | Opus 037  | Fragments, journal d'un opéra, ópera sobre un texto de Michel Deutsch, para 7voces, piano y 2 vibráfonos. | Música escénica (música teatral) | 30:00    |
| 1977      |           | Exercices, Variantes (*). Ejercicios pedagógicas sobre músicas de «La Bouteille à la mer», para actores, musiciens amateurs y trompeta, corno, percusión y piano (harmonium).                                                                    | Música escénica (música teatral) | 100:00   |
| 1977      | Opus 039  | Parenthèse, para 15 instrumentistas. | Música instrumental (conjunto)   | 17:00    |
| 1977      | Opus 041  | L'aveugle de Bagnolet, teatro musical. | Música escénica (música teatral) |          |
| 1977/78   | Opus 046  | Récitations, para voz de mujer sola. | Música vocal (solista)           | 06:00    |
| 1978      | Opus 049  | Le Corps à corps, para un percusionista y su zarb. | Música instrumental (dúo)        | 06:00    |
| 1978      | Opus 042  | Ilios, para 10 instrumentistas. | Música instrumental (conjunto)   | 15:00    |
| 1978      | Opus 044  | Quai nº 1, theatre musical para 9 voces solistas. | Música escénica (música teatral) | 30:00    |
| 1978      | Opus 043  | Je vous dis que je suis mort (E.A. Poe), ópera. | Música escénica (ópera)          | 46:00    |
| 1978      |           | Signaux, para cuarteto de instrumentos de igual timbre y tesitura. | Música instrumental (cuarteto)   | 11:00    |
| 1978      | Opus 048  | Sans paroles, teatro musical. | Música escénica (música teatral) |          |
| 1979      | Opus 052  | Pièce perdu, teatro musical. | Música escénica (música teatral) |          |
| 1979      | Opus 055  | Les sept crimes de l'amour, para soprano, clarinete y zarb (para el film de Michel Fano). | Música escénica (música teatral) | 05:00    |
| 1979      |           | Musiques et variantes de la «Pièce perdue» (*), para flauta à bec, clarinete, percusiones y materiales diversos. | Música instrumental (trío)       | 30:00    |
| 1979      |           | 280 mesures pour tuba. | Música solista (tuba)            | 07:00    |
| 1979      | Opus 051  | 280 mesures pour clarinette. | Música solista (clarinete)       | 10:00    |
| 1980      | Opus 050  | De la Nature de la gravité, espectáculo musical sobre Leonardo da Vinci. | Música escénica (música teatral) | 30:00    |
| 1980      | Opus 057  | Les Jeteurs de sorts(*), para 2 instrumentos a elegir. | Música escénica (música teatral) | 30:00    |
| 1980      |           | Quatre Récitations, para violonchelo. | Música solista (violonchelo)     | 17:00    |
| 1980      | Opus 056  | Fragments et essai de reconstitution (*), para 8 instrumentistas. | Música instrumental (conjunto)   | 35:00    |
| 1980      | Opus 058  | Graffitis (*), para un percusionista. | Música solista (Percusión)       | 20:00    |
| 1980      | Opus 059  | Le velleítaire, para percusión [2.ª versión de Graffitis]. | Música instrumental (percusión)  |          |
| 1981      | Opus 065  | Self (*), teatro musical. | Música escénica (música teatral) | 25:00    |
| 1981      | Opus 063  | Les getteurs du son, para tres percusionistas. | Música escénica (música teatral) | 17:00    |
| 1981/87   | Opus 064  | Liebestod. Oratorio (texto de Bettina von Arnim), para 2 actores, 11 cantantes. | Música vocal (oratorio)          | 145:00   |
| 1982      |           | Le Coup de foudre, Tryptique nº 1, para 1 percusionista. | Música solista (Percusión)       | 12:00    |
| 1982      | Opus 072  | Complainte, 1v, musical saw, teatro musical. | Música escénica (música teatral) |          |
| 1982      | Opus 069  | Compagnie, Tryptique nº 2, para arpa y 1 percusionista. | Música instrumental (dúo)        | 20:00    |
| 1982      | Opus 068  | Fidélité. Trytique nº 3, para arpista solista mirada por un hombre. | Música solista (arpa)            | 16:00    |
| 1982      | Opus 066  | Un Musée de l'homme, para voz, coro y orquesta. | Música coral (orquesta)          |          |
| 1983      |           | Le Rire physiologique, para barítono y pianista. | Música vocal (piano)             |          |
| 1983      | Opus 074  | Société adoucie, teatro musical. | Música escénica (música teatral) |          |
| 1983/86   | Opus 084  | Dix Piéces pour quatuor à cordes, para cuarteto de cuerda. | Música instrumental (cuarteto)   | 33:00    |
| 1984      | Opus 078  | L'écharpe rouge, romanopéra d'A. Badiou, ópera. (estrenada por la Ópera de Lyon en 1984). | Música escénica (ópera)          | 160:00   |
| 1984      |           | Rock-Rol(*), extraído de «Bal de la contemporaine», para voces y 8 instrumentistas. | Música vocal (instrumentos)      | 06:00    |
| 1985      | Opus 079  | Conversations, para 2 actores y percusión. | Música escénica (música teatral) |          |
| 1985      |           | La Signature, la date, etc (*), para contrabajo solo. | Música solista                   | 15:00    |
| 1987      |           | En un Tournemain, para viola. | Música solista (Viola)           | 02:00    |
| 1987      | Opus 085  | Faust et Rangda, teatro musical. | Música escénica (música teatral) |          |
| 1988      | Opus 087  | Enumérations, teatro musical. | Música escénica (música teatral) |          |
| 1988      | Opus 089  | Cinq Couplets, para voz y clarinete contrabajo. | Música vocal                     | 20:00    |
| 1989      | Opus 090  | Cinq Petits Moments brefs, para clavecín. | Música solista                   | 15:00    |
| 1989      | Opus 091  | Triangle carré, para cuarteto de cuerda y trío de percusión. | Música instrumental (conjunto)   | 23:00    |
| 1989      |           | Six Tourbillons, para voz de mujer. | Música vocal (solista)           | 12:00    |
| 1989      |           | Oedipe et les oiseaux, música incidental de la obra de Aristófanes. | Música incidental                |          |
| 1989      | Opus 092  | A bout de bras, para hautbois y clarinete. | Música instrumental (dúo)        | 06:00    |
| 1989      | Opus 093b | Cinq Calme-plats, para voz de mujer. | Música vocal                     | 10:00    |
| 1990      |           | Tingel, Tangel, para soprano, cymbalum y acordeón. | Música vocal (solista)           | 35:00    |
| 1990      |           | Jojo, teatro musical sobre un texto de Philippe Minyana y Georges Aperghis. | Música escénica (música teatral) | 70:00    |
| 1990      | Opus 095  | Déclamations, para barítono, clarinete contrabajo y orquesta. | Música vocal (orquesta)          | 16:00    |
| 1990/92   | Opus 100  | La Fable des continents, música para la película epónima de Hugo Santiago y Georges Aperghis, para voz de bajo y gran orquesta. | Música de película               |          |
| 1991      | Opus 099  | Pièce pour douze, para conjunto de diversos músicos. | Música instrumental (conjunto)   | 12:00    |
| 1991      |           | Monomanie, sept mélodies sur des poèmes français du XVIe siècle, para voz solista. | Música vocal (solista)           | 10:00    |
| 1991      | Opus 097  | Simulacre I, para soprano, clarinete y percusión. | Música vocal                     | 10:00    |
| 1992      | Opus 103  | Sextuor. L'Origine des espèces, para cinco voces de mujeres y violonchelo. | Música escénica (música teatral) | 60:00    |
| 1992      | Opus 102  | H, litanie musicale et égalitaire, para 3 comediantes, soprano y tres percusionistas. | Música escénica (música teatral) |          |
| 1992      |           | Ritournelles, para dos barítonos y nueve instrumentos. | Música vocal                     | 15:00    |
| 1992/94   | Opus 106  | L'Adieu, para contralto y gran orquesta. | Música vocal (orquesta)          | 13:00    |
| 1992/95   | Opus 118  | Tristes Tropiques, ópera en cuatro actos según un libreto de Catherine Clément, sobre el libro de Claude Lévi-Strauss. | Música escénica (ópera)          | 90:00    |
| 1993      |           | Woyzeck, música incidental para una obra de G. Büchner). | Música incidental                |          |
| 1994      |           | Rondo, para dos voces de mujeres. | Música vocal                     | 08:00    |
| 1994      | Opus 105  | Simulacre II, para clarinete, soprano y marimba. | Música vocal                     | 15:00    |
| 1994      |           | Sonate pour violonchelo | Música solista (violonchelo)     | 12:00    |
| 1994      |           | Ruinen, para trombón. | Música solista (trombón)         | 10:00    |
| 1994      | Opus 108  | Simulacre III, para soprano, dos clarinetes y marimba. | Música vocal                     | 15:00    |
| 1994      |           | Cinq Piéces, para espérou y violonchelo. | Música instrumental (dúo)        | 10:00    |
| 1994      | Opus 109  | Quatre chants, para soprano. | Música vocal (capella)           |          |
| 1995      | Opus 115  | Quatre Piéces fébriles, para marimba y piano. | Música instrumental (dúo)        | 17:00    |
| 1995      | Opus 117  | Simulacre IV, para clarinete bajo. | Música solista (clarinete)       | 16:00    |
| 1995      |           | Faux Mouvement, para trío de cuerdas. | Música instrumental (trío)       | 12:00    |
| 1996      |           | Babil, para clarinete y quince instrumentos. | Música instrumental (conjunto)   | 20:00    |
| 1996      |           | Trio, para clarinete, violonchelo y piano. | Música instrumental (trío)       | 15:00    |
| 1996/97   | Opus 119  | Commentaires. Teatro musical (texto de Philippe Minyana), para 2 comediantes, violín, viola, violonchelo, piano y percusión. | Música escénica (música teatral) | 75:00    |
| 1997      |           | Totem, para 8 violonchelos. | Música instrumental (conjunto)   | 15:00    |
| 1997      |           | Crosswind, para viola y cuarteto de saxofones. | Música instrumental (conjunto)   | 15:00    |
| 1997      |           | Voltre-face, para viola. | Música solista (viola)           | 12:00    |
| 1997      |           | A Tombeau ouvert, para piano. | Música solista (piano)           | 17:00    |
| 1998      |           | Secrets élémentaires, para piano. | Música solista (piano)           | 14:00    |
| 1998      |           | Profils, para violonchelo y zarb. | Música instrumental (conjunto)   | 12:00    |
| 1998      |           | Requiem furtif, para violín y claves. | Música instrumental (conjunto)   | 07:00    |
| 1998      |           | Façade-trio, para dos clarinetes bajos y percusión. | Música instrumental (trío)       | 15:00    |
| 1998      |           | In extremis, para 8 instrumentistas. | Música instrumental (conjunto)   | 15:00    |
| 1998/99   |           | Strasbourg instantanés, 39 piezas pedagógicas para diversas formaciones. | Música instrumental (conjunto)   |          |
| 1999      |           | Zwielicht, teatro musical según Paul Klee, Goethe y Franz Kafka, para soprano, actor y 5 instrumentistas. | Música escénica (música teatral) | 60:00    |
| 1999      |           | Entre chien et loup, versión francesa de Zwielicht. teatro musical según Paul Klee, Goethe y Franz Kafka, para soprano, actor y 5 instrumentistas.                                                                                               | Música escénica (música teatral) | 60:00    |
| 1999/2000 |           | Die Hamletmaschine-oratorio, para coro, conjunto, soprano, barítonos, percusión y viola. | Música vocal (oratorio)          | 60:00    |
| 2000      |           | Pubs. Phonémes parlés ou chantés, para soprano solo. | Música vocal                     | 03:00    |
| 2000      |           | La Nuit en téte, para soprano y sexteto instrumental. | Música vocal (instrumentos)      | 14:00    |
| 2000      |           | Machinations. Espectáculo musical, para 4 voces de mujeres, électronique y video proyección. | Música escénica (música teatral) | 60:00    |
| 2001      |           | 14 Jactations, para barítono. | Música vocal (solista)           | 30:00    |
| 2001      |           | Petrrohl, para 6 voces solistas. | Música vocal                     | 11:45    |
| 2001      |           | Le Petit chaperon rouge «Rotkäppchen», teatro musical para todo el público. Texto de Charles Perrault, para 6 instrumentistas. | Música escénica (música teatral) | 40:00    |
| 2001      |           | Rasch, para violín y viola. | Música instrumental (dúo)        | 10:00    |
| 2001      |           | Alter ego, para saxofón tenor. | Música solista (Saxofón)         | 12:00    |
| 2001/2    |           | I. X., para violín. | Música solista (Violín)          | 04:00    |
| 2002      |           | Print music, para piano. | Música solista (piano)           | 17:00    |
| 2002      |           | Heysel, para 18 instrumentistas. | Música instrumental (conjunto)   | 05:00    |
| 2002      |           | Paysage sous surveillance, teatro musical (texto de Heiner Müller). | Música escénica (música teatral) | 70:00    |
| 2003      |           | Dark Side (textos según «La Orestiada»), para mezzo-soprano y 18 músicos. | Música vocal                     | 30:00    |
| 2003      |           | Le Reste du temps, para violonchelo, cymbalum y conjunto. | Música instrumental (conjunto)   | 15:00    |
| 2004      |           | Avis de tempête, ópera, conjunto de cámara y electrónica. | Música escénica (ópera)          | 70:00    |
| 2004      |           | Alter-Face, para dos pianos . | Música solista (2 pianos)        | 10:00    |
| 2005      |           | Wölfli-Kantata (Textos de Adolf Wölfli), en 5 movimientos, para coro mixto y conjunto vocal (6 solistas). | Música vocal                     | 60:00    |
| 2006      |           | Contretemps, para soprano y ensemble. | Música vocal (instrumentos)      | 30:00    |
| 2006      |           | Seul à Seuls, concierto-instalación para y por el Quatuor Hêlios. |                                  |          |
| 2007      |           | Happy End (Texto y música con película de animación de Hans Op de Beeck/Bruno Hardt/Klaas Verpoest. (Texto de Charles Perrault), para conjunto de 14 músicos, director y electrónica (incluyendo voces en off) y gran pantalla para la película. |                                  |          |

- Datos: Q1355279
- Multimedia: Georges Aperghis / Q1355279